# 오그룩치
오그룩치(몽골어: ᠣᠷᠤᠴᠢ, Оруч Uruγči, 한국 한자: 奥魯赤, 한국 한자: 奧魯赤, 13세기? － 1306년 11월?) 또는 오루치, 오룩치, 아라친(斡羅陳)은 몽골 제국과 원나라의 황족, 장군으로, 쿠빌라이 카안(원 세조)의 일곱째 서자이다. 그의 이름에 대해 《원사》(元史) 등의 한문 사료에는 奥魯赤 또는 奥都赤(àolŭchì), 《집사》(集史) 등 페르시아어 사료에서는 اوغروقچى(ūghrūqchī)라고 기록되어 있다. 1269년 10월 29일 서평왕(西平王)에 봉해졌고, 호광행성(湖廣行省, 현 후베이성) 일대를 영지로 받았다.
1272년 1월 쿠빌라이 카안의 명으로 제왕 아로테무르, 툴게 등과 함께 티베트 동부 가인두를 공략, 1273년 10월 추장 하제 등을 사로잡고 가인두를 함락시켰으며, 이를 근거지로 하여 티베트 동부 지방을 통치했다. 1272년~1275년 티베트 원정에 출전하였고, 1285년~1295년에는 차가타이 한국 두아를 상대로 교전하였다. 그의 영지는 티베트 동부에 있었다. 원 성종 초에 식읍과 은초를 하사받았으나 1296년 이후의 사료에는 행적이 잘 나타나지 않는다.

## 개요

### 생애 초기
오그룩치는 쿠빌라이 카안의 아들이었으나 서출이었고, 정확한 생일은 미상이다. 생모는 네 부족 아이막 출신 도로브친 카툰(Дөрөвчин хатан)이었다. 
원사, 원사연의에 의하면 7번째 아들, 페르시아계 사서 집사에 의하면 8번째 아들이라 ㅏㄴ다. 그러나 쿠빌라이의 5남으로 지목된 서자 코코다이가 친킴, 도르지보다도 연상일 가능성이 있어 형제간 연령 추정은 다소 어렵다. 오그룩치의 출생년도와 생일, 출생지는 미상이다. 페르시아계 사서 《집사》의 기술에 따르면 오그룩치는 쿠빌라이 칸의 측실 가운데 한 명인 도르벤 부족 출신의 도르벤 카툰 소생으로, 친형제로는 운남왕(雲南王) 후게치(忽哥赤 Хөхэчи)가 있었다고 한다.
오그룩치의 어린 시절과 소년기에 대한 기록은 나타나지 않는다. 그의 성격, 외모에 대한 것도 기록이 없다. 원사 137권 열전 제24 차간(察罕) 편에 의하면, 오그룩치는 어느 시점에 그는 호광(湖廣)지역에 출진하여 진수를 맡아보기도 했다. 오그룩치는 차간을 몽골인 만호부 지사와 평장으로 중용했다 한다. 그런데 오그룩치가 언제 호광지역을 출진했는지는 불분명하다.

### 서평왕 책봉과 출진
그의 이복 형들인 친킴 ・ 망갈라 ・ 노무간 ・ 후게치 등이 저마다 연왕(燕王) ・ 안서왕(安西王) ・ 북평왕(北平王) ・ 운남왕에 봉해지고 그들 각자의 울루스를 형성해 나가는 데 이어, 오그룩치도 1269년(지원 6년) 10월 29일 서평왕(西平王)에 봉해졌으며 부황으로부터 타류옥금은인(驼纽鋈金银印, 낙타와, 사슴 또는 영양을 새기고 금으로 도금한 은 도장)을 하사받았다. 일설에는 1269년 6월에 서평왕에 봉해졌다는 설도 있다. 페르시아계 사서 《집사》의 「쿠빌라이 칸기」에는 「칸(쿠빌라이)은 티베트 지방(ولایت تبت)을 그에게 위임하였다……」라고도 기술되어 있으며, 이후 오그룩치는 티베트 동부에 자신의 울루스(서평왕국)를 형성하게 된다. 서출이었던 후게치, 오그룩치 등의 소유 영지는 친킴 등 쿠빌라이 카안의 적자들의 왕국보다는 비교적 소규모였고, 안서왕 망갈라의 통령 아래에 있었던 것으로도 보인다. 원사, 신원사에는 1269년 10월 29일이라 하나, 일설에는 1269년 6월에 서평왕에 봉해졌다는 설도 있다.
오그룩치에게는 군단급 부대인 케식(怯薛)이 주어졌고, 그의 부하이자 대리인이며 또다른 케식의 지휘관으로 나카이(那懷)가 딸려보내졌다.

### 티베트 원정
지원 9년(1272년), 쿠빌라이 카안의 조서에 따라 친척 제왕 아루크토무르, 투게, 난핑왕 툴루 등과 함깨 젠두(建都)로 원정에 나섰다. 총사령관으로는 예수데르와 망구다이가 임명되었고, 티베트 지역을 경유하며 18개 부대로 나뉘어 진군하였다.
지원 9년(1272년) 1월 17일 오그룩치는 부황의 명을 받들어 현대의 티베트 ・ 윈난(雲南) ・ 쓰촨(四川)의 절충지대에 해당하는 가인두(建都) 공격에 나섰다. 이때 친척 제왕 아로 테무르(阿鲁帖木儿)、툴게(秃哥)，남평왕(南平王) 툴룩(秃鲁) 등이 각기 부속을 거느리고, 사천행성의 아수타르(也速帶兒) 부족 등도 오그룩치를 따랐다. 쿠빌라이 카안은 그에게 마가궁시(馬價弓矢)를 하사했다. 곧 도원수(都元帥) 사천행성(四川行省)의 예수데르(也速答儿)와 망구다이(忙古带), 수게, 유은(劉恩) 등 여러 장군들과 그들이 거느린 욕속공배(欲速公弄) 등 토번(吐蕃) 18개 부족(部族)의 병사들이 모두 오그룩치의 절도를 받게 되었다. 이들을 거느리고 출정해 같은 해에 쿠빌라이로부터 쌀을 지급받기도 하였다.
이듬해인 1273년(지원 10년) 오그룩치는 예수데르 등과 함께 가인두를 공략해, 10월, 추장 하제(下济) 등 네 명을 생포하였고 그 백성 6백 명을 복속, 원나라의 지배하에 두게 되었다. 가인두가 항복하자 망구다이에게 병력을 맡기고, 망구다이를 그곳에 머물러두게 해서 신구(新舊) 군사 1만 5천 명을 거느리고 지키도록 하였다. 이후 그는 가인두를 근거지로 하여 티베트 동부 지방을 다스렸다.
1275년 3월 1일 부황의 명으로 토번(吐蕃) 원정에 출정했다. 쿠빌라이 카안은 만집중(萬執中), 당영견(唐永堅), 아시간(阿失罕) 등과 장군, 청병 천여 명을 같이 파견했다. 12년(1275년) 3월 4일 안서왕(安西王) 망갈라(忙哥剌)、제왕 지빅테무르(只必帖木儿)、부마(驸马) 찬기르(昌吉) 등이 오그룩치를 지원하기 위해 추가 파견되었다. 이후 오그룩치의 군사 행동에 관한 기록은 줄어들게 되며, 1279년(지원 16년)과 1280년(지원 17년), 지원 19년(1282년), 1286년(지원 23년)에 오그룩치에게 쿠빌라이로부터 물품이 하사되었다는 기록만이 있을 뿐이다.
이후 오그루치는 티베트 지역에 오래 머무르며 군을 지휘하였고, 쿠빌라이 카안으로부터 티베트 지역을 봉토로 하사받았다.

### 쿤가 삼포의 반란 진압 지원
1275년에는 제사 파스파 라마가 원나라 대도를 방문하고 티베트 본국으로 귀환할 때, 몽골의 지배 체제에 불만을 가졌던 쿤가 삼포가 반란을 일으켰다.(쿤가 삼포의 난) 쿠빌라이 카안의 명을 받고 파스파 라마를 지원, 보호하기 위해 파견되었다. 이어 쿠빌라이 카안은 안서왕 망갈라, 지빅 테무르 , 등에게 명령하여 오그룩치에게 지원군을 보내게 하여, 오그룩치는 10만 명의 군사를 이끌고 티베트로 갔다 .

### 두아와의 교전
또한 22년(1285년) 제왕 아지키(阿只吉)와 함께 군사를 이끌고, 반란을 일으킨 차가타이 한국의 두아(笃哇)와 맞서 싸웠으나 소득이 없었다. 두아는 오고타이 한국의 카이두의 편에 서서 쿠빌라이 카안을 공격하였다. 1293년(지원 30년) 오그룩치는 자신의 부하 9천 명을 만호 장방서(张邦瑞)에게 주어 서쪽으로 두아를 치게 하였다. 이후의 행적은 기록에 잘 나타나지 않는다.
1293년 10월 2일 저녁 륙판산에 있던 원나라 군사 1천명과 오그룩치의 군사 1만 명이 다시 서부를 원정, 카이두를 상대로 교전을 벌였으나 성과가 없었더.
1294년 5월 대도에서 새로 즉위한 원 성종 테무르 카안을 접견하였다. 6월 13일 성종은 왕족들을 포상할 때, 서평왕 오그룩치, 영원왕 코코추, 진남왕 토곤과 토곤의 아들 이센테무르에게 각 금 5백냥, 은 5천냥, 초(鈔 지폐) 2천 정(錠), 폐백(幣帛) 각 2백필 을 하사했다.
1295년(원정 원년) 6월 30일 원 성종은 장방서가 불법행위를 한다며 농북도염방사(陇北道廉访司)에게 명하여 장방서를 체포, 추국하였다. 어떤 불법행위인지는 원사본기 제18권에도 나타나지 않는다. 이때 오그룩치는 이때 장방서를 비호하였고 원 성종(元成宗)은 그를 풀어주게 하였다.

### 생애 후반
1294년(지원 31년) 1월, 쿠빌라이 칸이 붕어하고 다음 대칸을 결정하는 상도(上都)에서의 쿠릴타이에 그 아들 테무르부카, 이지르부카와 함께 출석하였다는 것이 《집사》「티무르 칸기」에 기록되어 있다. 1295년(원정 원년)에는 이 해에 제왕(诸王) 추바이(出伯)가 거느리고 있던 탄마치(探马赤), 적예군(红祆军) 각 5천 명을 그의 휘하에 예속하게 하였다. 그해 용북도염방사(龍北道廉访司)가 어떤 이유로 장방서(張邦瑞)를 체포하려 하자, 오그룩치는 장방서를 비호하고 피신시켰다. 원 성종은 명을 내려 장방서를 체포하게 했다. 이듬해(1296년) 2월 9일에는 황명으로 상도개평부(上都開平府)에 소환되어, 새로운 대칸(황제) 티무르와 행동을 함께 하였다.
그 뒤에도 오그룩치는 원나라의 왕족으로써 정기적으로 하사가 이루어졌고 대덕(大德) 7년(1303년) 테무르 올제이투 카안에게 남은주(南恩州, 현 광둥성 남서부 양장시 주변)의 13,604호(户)를 식읍(食邑)으로 하사받고 은초 544정을 하사받았으며 대덕 8년(1304년) 4월 초(鈔) 1만 정(錠)을 하사받았다. 또한 식읍에서 세금으로 544관(貫)의 지폐를 거두게 했다.
1306년(대덕 10년) 11월 이후 사료상으로는 보이지 않게 되는데 이 무렵에 사망한 것으로 보인다. 사망원인과 사망장소에 대한 기록은 나타나지 않는다.

### 사후
그의 사망 기록과 사망 원인, 장례에 대한 기록은 나타나지 않는다. 한때 그가 1303년에 사망했다는 설이 있었으나, 원사에는 1304년 4월에 원 성종에게 초 1만정을 하사받은 기록이 등장한다. 아들 파디마지카 혹은 이질부카가 서평왕위를 계승했고 쿵부판(巩卜班)으로 이어진다. 오그룩치의 시호 여부는 기록에 나타나지 않는다.
아들 테무르부카는 티베트 개주(阶州, 지금의 감숙성 룽난시 우두구)의 영지를 하사받고 1297년 진서무정왕에 봉해졌다. 그의 자손들은 서평왕가와 진서무정왕가문을 형성하였다. 손자 중 1명인 아나트라시리는 섬서성 일대의 영지를 받고 서안왕(西安王)에 봉해졌다.

## 자손
오그룩치의 가족에 대해 한문 사료인 《원사》나 페르시아어 사료인 《집사》 모두 두 명의 아들이 있었다고 기록하고 있다.

### 테무르부카
오그룩치의 장남의 이름을 《원사》에서는 鉄木児不花(tiĕmùérbùhuā), 《집사》에서는 تیمور بوقا(tīmūr būqā)라고 기록하고 있으며, 어느 쪽이나 테무르 부카(Temür Buqa)라는 이름을 표기한 것이다. 오그룩치 울루스의 군주 자리는 기본적으로 테무르 부카의 가계로 이어지게 된다. 테무르부카 본인은 원 왕조에서 진서무정왕(镇西武靖王)에 봉해졌다.

### 이지르부카(바데마데자)
오그룩치의 차남의 이름에 대해서 원사에서는 八的麻的加(bādemádejiā), 집사에서는 ایجىل بوقا(Yījīl būqā)라고 기록하고 있어 이름이 일치하지 않는다. 《집사》에 기재되어 있는 「이지르부카」가 본명이고 《원사》에 기재되어 있는 「바데마데자」는 티베트어에서 유래한 별명일 가능성이 있으나 확실하지는 않다.

### 오그룩치 일가(서평왕가)
- 세첸 칸(쿠빌라이 칸, 원 세조)
  - 서평왕 오그룩치(A'uruγči ＞奥魯赤/àolŭchì,اوغروقچى/ūghrūqchī)
    - 진서무정왕(鎮西武靖王) 테무르부카(Temür Buqa ＞鉄木児不花/tiĕmùérbùhuā,تیمور بوقا/tīmūr būqā)
      - 운남왕(雲南王) 라오디(Laodi ＞老的/lǎode)
      - 鎮西武靖王チョスバル（Čosbal ＞搠思班/shuòsībān,شاسگبه/shāsgba）
        - 키바 대왕(Kiba ＞乞八/qǐbā)
        - 이린지바르 대왕(Irinjibar ＞亦只班/yìzhǐbān)

  - 서평왕 바데마데가(Badimadiga/Iǰil Buqa ＞八的麻的加/bādemádejiā,ایجىل بوقا/Yījīl būqā)

## 참고 문헌
- 愛宕松男『東方見聞録 1』平凡社、1970年
- 杉山正明「大元ウルスの三大王国 : カイシャンの奪権とその前後(上)」『京都大学文学部研究紀要』34号、1995年
- 野口周一「元代後半期の王号授与について」『史学』56号、1986年
- 『新元史』巻114列伝11
- 『蒙兀児史記』巻105列伝87